# Gymnothorax intesi
Gymnothorax intesi is een straalvinnige vissensoort uit de familie van murenen (Muraenidae). De wetenschappelijke naam van de soort is voor het eerst geldig gepubliceerd in 1979 door Fourmanoir & Rivaton.